# شقاء طويلة

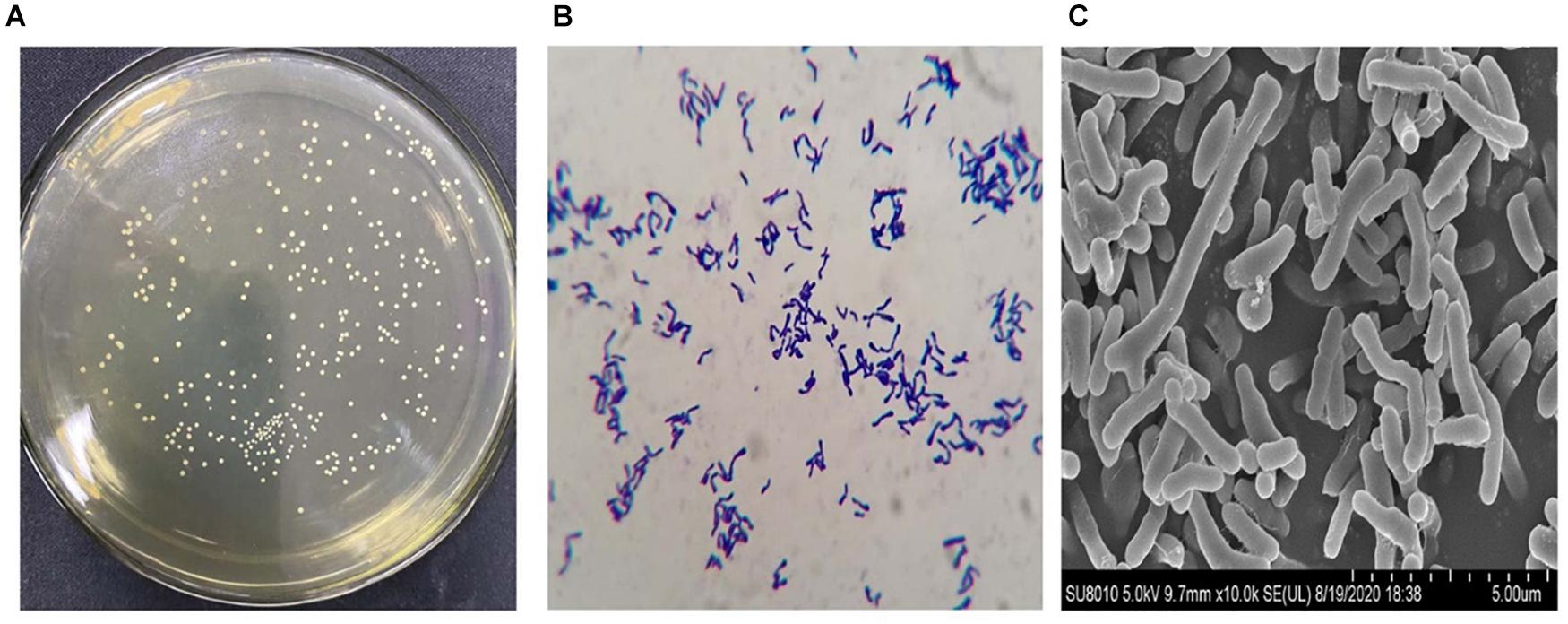
خصائص سلالات الشقاوات الطويلة الشكلية.

الشَّقَّاءُ الطَّويلة (باللاتينية: Bifidobacterium longum) بكتيريا موجبة الغرام سالبة الكاتالاز عصوية موجودة في قناة البشر الهضمية وهي نوع من جنس الشقاوات. هي كائن لاهوائي متحمل للهواء مجهري وتعد واحدة من أقدم المستعمرات للجهاز الهضمي عند الرضع.